# Ministério da Cultura e Ciência
O Ministério da Cultura e Ciência foi uma departamento do Governo de Portugal, responsável pelos assuntos culturais e científicos. O ministério apenas existiu no V Governo Constitucional, durante um breve período, entre 1 de agosto de 1979 e 3 de janeiro de 1980. O seu único titular foi Adérito Sedas Nunes. 
Entre 1981 e 1983, voltou a existir com a denominação idêntica de Ministério da Cultura e Coordenação Científica.
A maioria das funções, daquele antigo ministério, estão hoje distribuídas pelo Ministério da Cultura e pelo Ministério da Ciência, Inovação e Ensino Superior.